# Johannès Gravier
Pour les articles homonymes, voir Gravier.
Charles Henri Émile Gravier, dit Johannès Gravier, né à Lyon le 28 juillet 1869 et mort le 18 décembre 1929 à Paris, est un écrivain et auteur dramatique français.

## Biographie
Né de François Joseph et de Claudine Pelisson, l'enfant sera légitimé à l’occasion du mariage de ses parents le 25 mai 1872. Il épouse, le 2 février 1916, Judith Floria Tosca, la fille naturelle du peintre Antonio de La Gandara en présence du peintre et de son frère Édouard, acteur de la troupe de Sarah Bernhardt sous le pseudonyme de Jean Dara. À cette occasion ils légitiment leur fille Claudine née le 17 mars 1911. Johannès Gravier disparaît le 18 décembre 1929 dans le 6e arrondissement de Paris. Malade, il s’était retiré depuis plusieurs années de la vie littéraire.

## Œuvres
Johannès Gravier laisse une production littéraire significative qui alterne le roman, les pièces de théâtre de Grand Guignol, dont plusieurs connurent un certain succès, et quelques essais philosophiques.
- Simon Deutz, drame historique en 8 tableaux, reçu au Théâtre-libre, avec de nombreux documents pour la mise en scène, d'après des dessins et estampes de la Bibliothèque nationale, 1896
- En collaboration avec Henri Kleist : La Cruche cassée, comédie en 1 acte représentée pour la 1e fois à Paris sur le théâtre Victor Hugo le 20 février 1904. Adaptation de Johannès Gravier et Henri Vernot et un avant-propos de Lucien Roblot. Publié à la librairie Molière et par extraits dans la Nouvelle Revue
- En collaboration avec A. Lebert : Le Chirurgien de service, pièce en 1 acte. [Paris, Grand-Guignol, 23 octobre ou novembre 1905]. Publié à la librairie théâtrale en 1906
- Le Droit de mort, drame en 2 actes joué à Paris au Théâtre des Arts le 31 octobre 1913 et publié dans la Nouvelle Revue en 1913, avec une préface de Lucien Descaves
- En collaboration avec José de Bérys : Quart ville de Paris, comédie en 1 acte [Paris, Grand-Guignol, 20 avril 1916], 1916
- En collaboration avec Léon Hennique : Jarnac', drame historique en 5 actes. Joué à l’Odéon (direction André Antoine) le 17 novembre 1909. Publié dans la revue Le Théâtre de novembre 1909
- Reines de rois, drame historique en prose, en 5 actes et 6 tableaux [Paris, Odéon, 17 novembre 1909], 1916
- L'Abbé Changine, une paroisse sous la séparation, Paris, E. Flammarion, 1906
- Le Rouge est mis !, pièce en 1 acte jouée à Paris, Grand-Guignol, 2 octobre et ou novembre 1906. Reprise sur autorisation du préfet de police en février 1915
- La Suicidette, pièce en 1 acte [Paris, Grand-Guignol, 15 novembre 1907], 1908
- Cervantès. Les Deux bavards, pièce en 1 acte (adaptation de Johannès Gravier et Maxime Formont 1864-1940), Paris, Librairie Molière, 1910
- Le Calvaire d'un docteur, Paris, Ernest Flammarion
- La Marchande de beauté (roman contemporain), 3e édition 1914
- Au temps de la Bastille, comédie en 1 acte [Paris, Théâtre Albert, 22 novembre 1916], Paris, 1 rue Séguier, 1918
- La Légende des croûtes, pantomime en 1 acte [Paris, Théâtre Impérial, 22 nov. 1916], 1918
- La Fée déçue, comédie en 1 acte [Paris, Grand-Guignol, 9 mai 1911], 1919
- À bas les auteurs !, comédie en un acte, Paris, éditions de la Pomme cuite, 1920
- Odette ou la gourmandise punie, comédie enfantine en un acte, 1920
- Mémoires d'un hercule (1859-1901), 1895
- Chaînes d’hyménée en 1 acte, publié dans la Nouvelle Revue, tome XLVIII
- Une idée géniale, publié dans la Nouvelle Revue de juillet 1905
- Le Doigt, publié dans la Nouvelle Revue de janvier 1905
- La Bacchante, publié dans la Nouvelle Revue de juillet 1908
- Un voyage au Havre, publié dans la Nouvelle Revue de mars 1911
- Monsieur de Merret, pièce en un acte inspirée de Balzac